# エーロ・レートネン
エーロ・レートネン (Eero Reino Lehtonen、1898年4月21日- 1959年11月9日)は、フィンランドの陸上競技選手。五種競技の選手として1920年アントワープオリンピックと1924年パリオリンピックに出場し、2大会連続の金メダルを獲得した。1928年大会から五種競技がオリンピックの競技から除外され十種競技となったため、レートネンは競技から引退した。